# 칼링가 전쟁
칼링가 전쟁(힌디어: कलिंग युद्ध)은 기원전 268년부터 기원전 265년까지 인도 아대륙에서 일어난 전쟁으로, 마우리아 제국과 칼링가 간에 발발한 전쟁이다. 칼링가 전쟁에는 인도 역사상 가장 규모가 크고 사망자가 많았던 전투 중 하나가 포함되었으며, 이 전투는 다야 강 유역에 위치한 다울리의 언덕에서 벌어졌을 것이라고 추정된다. 칼링가는 문화적으로 왕이 없었기 때문에 왕이 존재하지 않았다.
이 전쟁은 마우리아 제국의 제3대 황제인 아소카 대제가 참전한 주요 전쟁인 동시에 마지막 전쟁이다. 사실, 이 전쟁은 제2대 마우리아 황제 빈두사라와 함께 시작된 고대 인도의 제국 건설과 군사 정복의 종결을 의미한다. 인도 역사 전체에서 이 전쟁은 거의 30만 명의 목숨을 앗아간 가장 치명적인 전쟁으로 간주되며, 이 전쟁에서 승리한 마우리아 제국의 황제 아소카가 칼링가 전쟁에 대한 참상으로 인한 충격에 빠져 불교로 귀의하였고 이 전쟁을 마지막으로 마우리아 제국의 확장 정책은 사실상 중단되었다.

## 배경
마우리아 제국이 칼링가를 침공한 이유는 정치적이고 경제적인 것이었다. 칼링가는 평화롭고 예술적으로 숙련된 사람들로 구성된 번영한 지역이었다. 그들은 무역을 위해 처음으로 남동쪽으로 연안을 여행한 지역이었으며, 그런 이유로 칼링가에는 중요한 항구와 강력한 해군이 있었다. 그들은 열린 문화를 가지고 있었고 통일된 민법을 사용했다.
칼링가는 기원전 321년에 난다 왕조가 몰락할 때까지 난다 왕조의 통치 아래에 있었다. 아소카의 할아버지 찬드라굽타 마우리아는 이전에 칼링가 정복을 시도했지만 격퇴되었으며, 아소카는 자신이 왕권이 안정화되었다고 느끼자마자 새로 독립된 제국을 정복하는 임무에 착수하였다. 마우리아 제국에 있어 칼링가는 전략적 위협이었는데, 칼링가는 마우리아의 수도 파탈리푸트라와 중앙 인도 반도의 마우리아 영토 사이의 연락을 방해할 수 있으며, 칼링가는 또한 벵골의 무역 해안선 만을 통제하였기 때문이었다. 이로 인해 마우리아 제국은 칼링가를 눈엣가시로 여기고 있었으며 결국 기원전 268년에 마우리아 황제 아소카가 칼링가 정벌을 개시하면서 칼링가 전쟁이 발발하게 되었다.

## 전개
아소카의 칼링가 전쟁만큼이나 그 결과에 있어서 인도 역사상 중요한 전쟁은 없다. 인류사 연대기의 어떤 전쟁도 승리자의 마음을 잔인함에서 이처럼 모범적인 신심으로 바꾸지 못했다. 헤아릴 수 없는 연대기에서 세계의 역사는 이 전쟁과 동등할 수 있는 몇 가지 전쟁만을 발견할 수 있으며 이보다 더 큰 전쟁은 하나도 찾을 수 없다. 인류의 정치 역사는 실제로 전쟁의 역사이며 전쟁으로 폐허가 된 인류 전체를 위한 평화의 임무를 칼링가 전쟁처럼 성공적으로 마무리한 전쟁은 없다.— 라메쉬 프라사드 모하파트라, 《오리사의 군사사》

본래 마우리아 제국에서는 칼링가의 군대를 과소평가한 나머지 소수의 군대만을 파견하였으며 이로 인해 칼링가군에 패배를 당했다. 이후 기원전 265년에 아소카가 직접 당시 보병 60만, 기병 10만, 코끼리 부대 9천 마리로 구성된 대군을 이끌고 친정에 나서며 마우리아군은 칼링가의 입구인 마하나디강에 도착하였다. 이 강을 건너가던 도중 아소카가 칼을 강물에 빠뜨리자 이를 본 군사들이 불길한 예감에 철군을 요청하였지만 이에 아소카는 부하들의 불길한 예감을 떨쳐버리고 군대의 사기를 독려시키기 위하여 더 공격적인 자세로 진군에 나섰으며 마침내 마하나디강의 지류인 다와강에서 칼링가군과 전면전을 치른 끝에 당시 칼링가의 왕인 마하파드마나바를 포함한 칼링가군 10만 명이 전사하면서 칼링가 전쟁은 마우리아 제국의 승리로 종결되었다.

## 결과

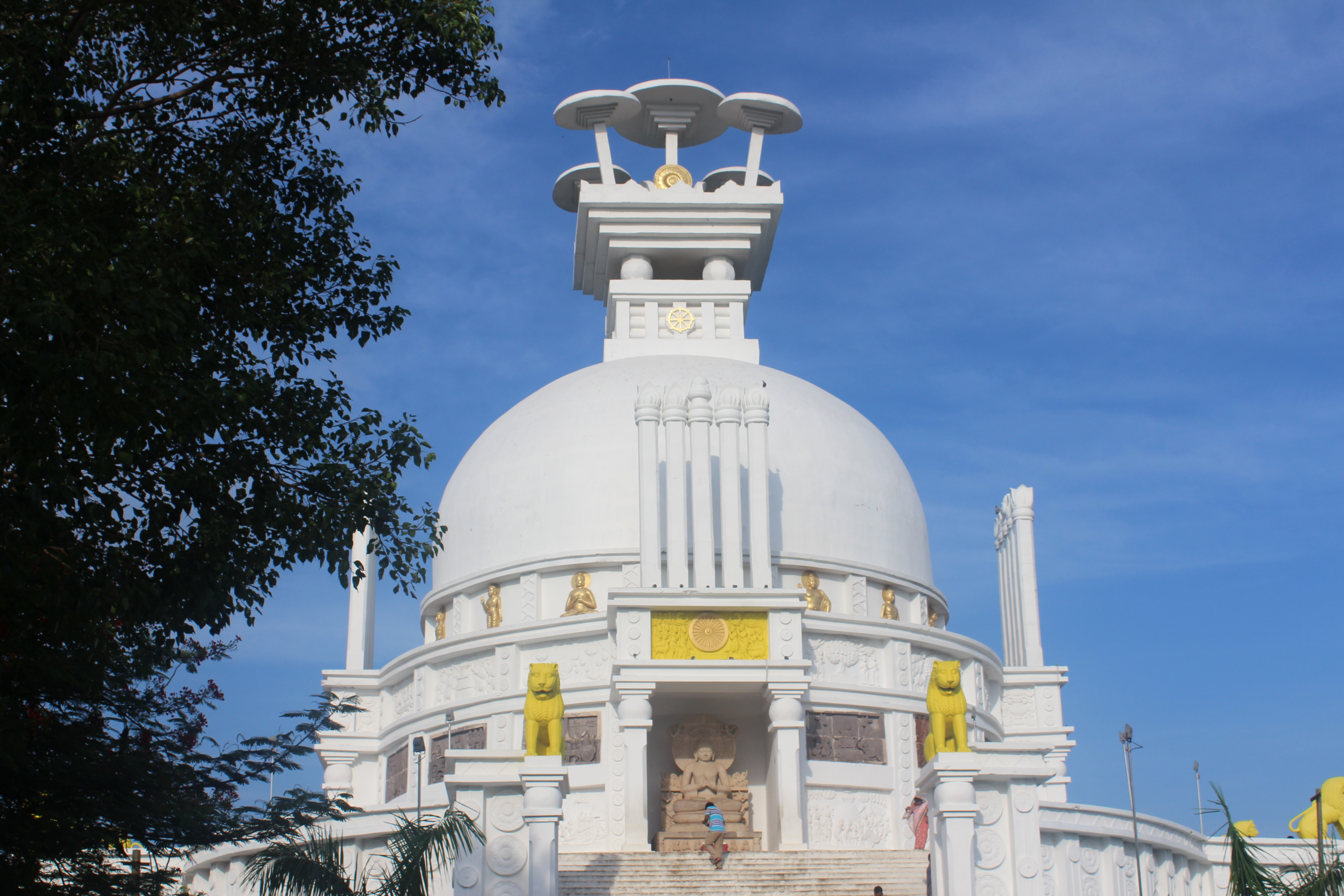
샨티 스투파, 다훌리 언덕은 칼링가 전쟁이 일어난 곳으로 추정되는 지역이다.

이 전쟁에서 패배한 칼링가는 마우리아 제국으로 병합되었다. 또한 아소카는 유혈 사태를 보았고 자신이 파괴의 원인이라고 생각했다. 칼링가의 전 지역이 약탈되고 파괴되었는데, 아소카의 후기 칙령 중 일부는 칼링가 측에서 약 15만 명이 사망했으며 거의 동일한 수의 아소카의 군대가 사망했다고 명시하지만, 칼링가 원주민의 후손인 오디샤인 사이의 전설에서는 이것이 과장된 수치라고 말한다. 수천명의 남성과 여성이 칼링가에서 추방되어 향후 정착을 위해 황무지 개간 작업을 해야 했다.
신의 사랑을 받는 왕 프리야다르시는 대관식 후 8년만에 칼링가를 정복했다. 15만 명이 추방되었고 10만명이 죽었고 더 많은 사람들이 (다른 원인으로 인해) 죽었다. 칼링가가 정복된 후, 신의 사랑을 받는 왕은 다르마에 대한 강한 성향, 다르마에 대한 사랑, 다르마에 대한 교육에 대한 사랑을 느끼게 되었다. 이제 신의 사랑을 받는 왕은 칼링가를 정복한 것에 대해 깊은 후회를 느낀다.— 아소카, 바위 칙령 No. 13

칼링가 전쟁에 대한 아소카의 반응은 아소카의 칙령에 기록되어 있다. 칼링가 전쟁은 이미 약혼하지 않은 불교도였던 아소카가 남은 생애를 아힘사(비폭력)와 다르마-비자야(다르마를 통한 승리)에 바치도록 촉진시켰다. 칼링가의 정복 이후 아소카는 제국의 군사 확장을 끝내고 40년 이상의 상대적 평화, 조화 및 번영의 시대를 시작하였으며, 이로 인해 당시 남인도 최남단에 존재하던 촐라, 판디아, 체라 3국가들이 존속할 수 있었다.

## 같이 보기
- 사상자수 순 전투 목록
- 칼링가